# Grapholita lobarzewskii
Grapholita lobarzewskii es una especie de polilla del género Grapholita, tribu Grapholitini, familia Tortricidae. Fue descrita científicamente por Nowicki en 1860.
La envergadura es de unos 13–14 milímetros. Se distribuye por Europa: Ucrania.